# Yann Kitala
Yann Kitala, né le 9 avril 1998 à Paris, est un footballeur congolais qui évolue au poste d'avant-centre.

## Biographie

### Débuts professionnels
Yann Kitala a commencé à jouer au foot à l'age de 5 ans, dans la ville de Montreuil, avant de rejoindre le Paris FC.
Il est ensuite pensionnaire de l'INF Clairefontaine entre 2011 et 2013, en compagnie de Kylian Mbappé et Alexis Claude-Maurice, mais aussi de son futur coéquipier à Lorient Armand Laurienté,,.
En 2013 il est recruté par l'Olympique lyonnais, et malgré des problèmes au genou, il gravis les échelons des catégories de jeune. Il y devient notamment le 2e meilleur marqueur de l'équipe réserve, devant Alexandre Lacazette notamment.
Le 30 août 2019, Kitala rejoint le FC Lorient en prêt de l'Olympique Lyonnais, après avoir participé à plusieurs matchs amicaux de la préparation lyonnaise. Kitala a fait ses débuts avec le FC Lorient lors d'une victoire deux buts à zéro en Ligue 2 contre le Clermont Foot 63 le 14 septembre 2019.

### Départ de son club formateur
Transféré au FC Sochaux-Montbéliard à l'été 2020, Kitala se blesse gravement le 22 août 2020 en marquant contre l'AJ Auxerre (1re journée, victoire 0-2) : il est victime d'un contact avec Donovan Léon lui occasionnant une fracture du tibia-péroné. Rentré en jeu sur le terrain du Havre Athlétic Club, il marque son 1er but en championnat depuis sa blessure et offre la victoire à son équipe en janvier 2022. Il inscrira au total sept buts avec le FC Sochaux.
En 2022, après deux saisons au FC Sochaux, il rejoint le Havre AC, club avec lequel il est champion de France de Ligue 2 dès la première saison.
Il est prêté pour la saison 2023-2024 à Almere City. De retour au club la saison suivante, il ne prend part à aucun match est n'est pas prolongé à l'été 2025.

### En sélection
Né en France, Kitala est d'origine congolaise. Il est ainsi sélectionné avec les moins de 17 ans de la RDC à l'occasion d'un match amical contre l'Angleterre le 7 octobre 2015,.

### En club
| Saison                | Club                   | Championnat           | Championnat | Championnat | Championnat | Coupe(s) nationale(s) | Coupe(s) nationale(s) | Coupe(s) nationale(s) | Total | Total | Total |
| Saison                | Club                   | Division              | M.          | B.          | P.d.        | M.                    | B.                    | P.d.                  | M.    | B.    | P.d.  |
| 2019-2020             | FC Lorient             | Ligue 2               | 10          | 2           | 0           | 4                     | 0                     | 1                     | 14    | 2     | 1     |
| 2020-2021             | FC Sochaux-Montbéliard | Ligue 2               | 1           | 1           | 0           | -                     | -                     | -                     | 1     | 1     | 0     |
| 2021-2022             | FC Sochaux-Montbéliard | Ligue 2               | 27+2        | 4+0         | 0           | 3                     | 2                     | 0                     | 32    | 6     | 0     |
| Sous-total            | Sous-total             | Sous-total            | 30          | 5           | 0           | 3                     | 2                     | 0                     | 33    | 7     | 0     |
| 2022-2023             | Le Havre AC            | Ligue 2               | 32          | 2           | 5           | -                     | -                     | -                     | 32    | 2     | 5     |
| 2023-2024             | Almere City            | Eredivise             | 15          | 2           | 0           | 2                     | 0                     | 0                     | 17    | 2     | 0     |
| Total sur la carrière | Total sur la carrière  | Total sur la carrière | 87          | 11          | 5           | 9                     | 2                     | 1                     | 96    | 13    | 6     |

## Palmarès
- FC Lorient
  - Champion de France de Ligue 2 en 2020

- Le Havre AC
  - Champion de France de Ligue 2 en 2023